# Samuel Chomba
Samuel Chomba (Kitwe, Rodesia del Sur; 5 de enero de 1964 – Gabón; 27 de abril de 1993) fue un futbolista de Zambia que jugó en la posición de defensa.

## Carrera

### Club
| Periodo   | Club             |
| --------- | ---------------- |
| 1984–1987 | Nkana Red Devils |
| 1988–1992 | Kabwe Warriors   |
| 1993      | Dynamos          |

### Selección nacional
Jugó para Zambia en 20 ocasiones de 1988 a 1993 y anotó dos goles; participó en los Juegos Olímpicos de Seúl 1988 y en dos ediciones de la Copa Africana de Naciones, siendo seleccionado en el equipo ideal del torneo en la edición de 1990.
| N.º | Fecha                   | Sede                                   | Partido | Rival    | Marcador | Resultado | Torneo           | Ref.  |
| --- | ----------------------- | -------------------------------------- | ------- | -------- | -------- | --------- | ---------------- | ----- |
| 1.  | 27 de noviembre de 1991 | Mbale Municipal Stadium, Mbale, Uganda | 8       | Zanzíbar | 3–2      | 3–2       | Copa CECAFA 1991 | [ 5 ] |
| 2.  | 17 de noviembre de 1992 | CCM Kirumba Stadium, Mwanza, Tanzania  | 15      | Etiopía  | 3–2      | 3–2       | Copa CECAFA 1992 | [ 6 ] |

## Muerte
Chomba fue uno de los que murieron durante el Accidente aéreo de la selección de fútbol de Zambia en Gabón en 1993.

## Logros

### Club
- Primera División de Zambia (2): 1985, 1986
- Copa de Zambia (1): 1986

### Individual
- Equipo Ideal de la Copa Africana de Naciones 1990.